# Ray Snell
Ray Michael Snell (Baltimora, 24 febbraio 1958 – Tampa, 28 settembre 2021) è stato un giocatore di football americano statunitense che ha militato nel ruolo di cornerback nella National Football League (NFL).

## Carriera
Snell fu scelto come ventiduesimo assoluto nel Draft NFL 1980 dai Tampa Bay Buccaneers. Nella sua prima stagione fu inserito nella formazione ideale dei rookie dalla Pro Football Writers of America. Dopo quattro stagioni a Tampa Bay in cui disputò come titolare 46 gare su 64 fu scambiato con i Pittsburgh Steelers. Lì disputò immediatamente 13 gare come partente. Nel 1986 subì una frattura sotto l'occhio destro. Fu di nuovo scambiato con i Detroit Lions, dove si ritirò. Nel 1981 Snell e George Yarno si alternarono nel chiamare le giocate offensive per Doug Williams.

## Palmarès
- PFWA All-Rookie Team - 1980